# Knattspyrnufélagið Víkingur 2022
Questa voce raccoglie le informazioni riguardanti il Knattspyrnufélagið Víkingur nelle competizioni ufficiali della stagione 2022.

## Stagione
- Il campionato del Víkingur termina al terzo posto, a quindici punti dal Breiðablik, non riuscendo così a bissare il successo dello scorso anno.
- La Supercoppa d'Islanda vede trionfare il Víkingur per la terza volta nella sua storia.[1]
- In Coppa di Islanda il Víkingur batte in finale l'FH Hafnarfjörður col risultato di 3-2 dopo i tempi supplementari.[2]
- In Coppa di Lega la squadra di Gunnlaugsson viene sconfitta in finale dall'Hafnarfjordur.[3]
- In UEFA Champions League il Víkingur viene eliminato al primo turno di qualificazioni dagli svedesi del Malmö FF con un risultato complessivo di 6-5.[4]
- In UEFA Europa Conference League i rossoneri vengono eliminati al terzo turno di qualificazioni per mano dei polacchi del Lech Poznań con un risultato complessivo di 4-2 dopo i tempi supplementari.[5]

## Maglie e sponsor
| Casa | Trasferta |

## Rosa
| N. |                        | Ruolo | Calciatore                 |
| -- | ---------------------- | ----- | -------------------------- |
| 1  | Islanda (bandiera)     | P     | Ingvar Jónsson             |
| 3  | Islanda (bandiera)     | D     | Logi Tómasson              |
| 4  | Svezia (bandiera)      | D     | Oliver Ekroth              |
| 5  | Stati Uniti (bandiera) | D     | Kyle McLagan               |
| 7  | Islanda (bandiera)     | A     | Erlingur Agnarsson         |
| 8  | Islanda (bandiera)     | C     | Viktor Örlygur Andrason    |
| 9  | Islanda (bandiera)     | A     | Helgi Guðjónsson           |
| 10 | El Salvador (bandiera) | A     | Pablo Punyed               |
| 11 | Islanda (bandiera)     | C     | Stígur Diljan Þórðarson    |
| 12 | Islanda (bandiera)     | D     | Halldór Smári Sigurðsson   |
| 14 | Islanda (bandiera)     | C     | Sigurður Steinar Björnsson |
| 15 | Islanda (bandiera)     | A     | Arnór Borg Gudjohnsen      |

| N. |                      | Ruolo | Calciatore                  |
| -- | -------------------- | ----- | --------------------------- |
| 16 | Islanda (bandiera)   | P     | Þórður Ingason              |
| 17 | Islanda (bandiera)   | C     | Ari Sigurpálsson            |
| 18 | Islanda (bandiera)   | C     | Birnir Snær Ingason         |
| 19 | Islanda (bandiera)   | A     | Danijel Djurić              |
| 20 | Islanda (bandiera)   | C     | Júlíus Magnússon (capitano) |
| 22 | Islanda (bandiera)   | D     | Karl Friðleifur Gunnarsson  |
| 23 | Danimarca (bandiera) | A     | Nikolaj Hansen              |
| 24 | Islanda (bandiera)   | D     | Davíð Örn Atlason           |
| 25 | Islanda (bandiera)   | C     | Bjarki Björn Gunnarsson     |
| 80 | Islanda (bandiera)   | A     | Kristall Máni Ingason       |
| -  | Islanda (bandiera)   | P     | Hannes Halldórsson          |

## Risultati

### UEFA Champions League

#### Qualificazioni
| Arbitro: | Musiał |

|                         |           |                                                                                     |
| Beglarishvili 5’ (rig.) | Marcatori | 10’ McLagan 27’ K. Ingason 45+1’ Sigurdsson 49’ Hansen 71’ Guðjónsson 77’ Magnússon |

| Arbitro: | Schnyder |

|  |           |                |
|  | Marcatori | 68’ K. Ingason |

| Arbitro: | Muntean |

|                                         |           |                                 |
| Olsson 16’ Toivonen 42’ Birmančević 84’ | Marcatori | 38’ K. Ingason 90+3’ Guðjónsson |

| Arbitro: | Beaton |

|                                |           |                                             |
| Gunnarsson 15’, 75’ Hansen 56’ | Marcatori | 34’ Birmančević 44’ Beijmo 47’ Christiansen |

### UEFA Europa Conference League

#### Qualificazioni
| Arbitro: | Kralović |

|                                   |           |  |
| K. Ingason 29’ (rig.), 57’ (rig.) | Marcatori |  |

| Oswestry 26 luglio 2022, ore 19:15 CEST Secondo turno – Ritorno | The New Saints | 0 – 0 referto | Víkingur | Park Hall (537 spett.)\| Arbitro: \| Stoyanov \| |
| Arbitro:                                                        | Stoyanov       |               |          |                                                  |

| Arbitro: | Xhaja |

|                  |           |  |
| Sigurpálsson 45’ | Marcatori |  |

| Arbitro: | Weinberger |

|                                                   |           |              |
| Ishak 32’ Velde 44’ Marchwiński 96’ A. Sousa 119’ | Marcatori | 90+5’ Djurić |

### Supercoppa d'Islanda
| Arbitro: | Árnason |

|               |           |  |
| Agnarsson 23’ | Marcatori |  |